# Pleasant Valley (Connecticut)
Pleasant Valley statisztikai település az USA Connecticut államában, Litchfield megyében. Lakosainak száma 161 fő (2020. április 1.).

## Népesség
A település népességének változása:

| 2020 | 161 |